# Matayba atropurpurea
Matayba atropurpurea är en kinesträdsväxtart som beskrevs av Ludwig Radlkofer. Matayba atropurpurea ingår i släktet Matayba och familjen kinesträdsväxter. Inga underarter finns listade i Catalogue of Life.